# Un automne pastoral
Un automne pastoral ou Pastorale avec un couple près d'une fontaine, est un tableau achevé en 1749 par l’éminent représentant du mouvement rococo en France, le peintre Boucher, qui a peint de nombreuses scènes de genre, dont fait partie ce tableau.

## L’organisation formelle
Boucher a fait le choix d’organiser soigneusement son tableau, aussi l’organisation formelle est-elle poussée. La partie inférieure est consacrée aux personnages, les deux principaux sont au centre : il s’agit d’un couple assis. Ils sont devant une fontaine ; le garçon a sur sa jambe droite une corbeille contenant des grappes de raisin, la fille aussi, sur une sorte de nappe. Le troisième est un garçonnet se reposant sur des blés fauchés. Les personnages sont entourés d’un chien et de moutons. Pastoral prend ici deux sens : celui relatif au pasteur qui garde les moutons et celui qui en est dérivé et désigne la campagne dans son ensemble.
La partie supérieure qui constitue les deux tiers du tableau est l’arrière-plan de la scène. La fontaine verticale, imposante, structure l’espace. Elle est prolongée en hauteur par de grands arbres (des chênes ?) dont on ne voit pas les cimes. On distingue à gauche une forêt touffue, sombre. À droite, la vue est dégagée même si des nuages cachent les rayons du soleil.
L’absence de profondeur est notable. Le plan vertical dont fait partie la fontaine est une toile de fond : c’est le premier plan qui doit attirer l’attention.
L’éclairage de la scène ne fait que le confirmer : la lumière est concentrée sur les personnages principaux ; elle les éclaire tout particulièrement, comme si un projecteur était braqué sur eux. La construction dans son ensemble est très ressemblante à celle des Heureux Hasards de l'escarpolette. Ici, il en va de même avec les couleurs vives employées pour les personnages centraux, tons plus foncés pour la végétation environnante.

## Le thème
Le thème du tableau est aussi similaire, dans une certaine mesure, de celui des Heureux Hasards de l'escarpolette. Il s’agit d’un couple assis devant une fontaine. Le jeune homme est presque allongé ; il tend à la bouche de la femme une grappe de raisin. Comme dans beaucoup de tableaux de Boucher, les visages sont enfantins. Aussi est-il difficile de donner un âge aux personnages. Ils adoptent une pose alanguie, leurs regards sont remplis de tendresse. En réponse au geste de son compagnon, la jeune fille, immobile, le remercie du regard.
La scène se déroule à l’orée d’une forêt ou à la lisière d’un parc. Il est difficile de trancher catégoriquement : les moutons laissent penser qu’un pré est non loin alors que la fontaine pourrait être présente dans un parc. Cette dernière est surmontée d’un vase au sommet duquel est sculpté un satyre.
Comme l’indique le titre, la scène se déroule à l’automne. Ceci est corroboré par les épis de blé fauchés à droite, le raisin et les feuilles des arbres qui brunissent. Cependant, les circonstances sont plus difficiles à préciser : le jeune garçon à droite laisse préjuger par ses habits qu’il est un berger, en train de faire une pause alors qu’il garde des moutons.
La présence du couple semble alors incongrue. Le jeune homme et la jeune femme sont habillés élégamment ; respectivement chemise rouge, chemisette blanche, pantalon marron clair et robe bleue à manches jaunes. Ils peuvent difficilement garder les moutons ainsi – le premier a dû remonter son pantalon, la seconde les manches de sa robe –, d’autant plus qu’ils sont pieds nus et ne semblent pas avoir de chaussures près d’eux. Leurs coiffures soignées ne font que renforcer cette impression : il s’agit en réalité d’une entrevue à l’abri des regards indiscrets.
Les circonstances de cette entrevue importent peu par rapport au caractère de cette dernière. Elle a lieu dans un endroit reculé, que personne ne peut voir. Le couple avait l’intention de se retrouver seul ou du moins sans être regardé. Ce n’est qu’une fausse impression : ils sont observés du coin de l’œil par le jeune garçon qui feint de s’être assoupi. Les visages sculptés du vase semblent en faire de même, comme les putti en bas relief de la fontaine, enlacés d’une manière symétrique au couple devant eux. Ce sont donc trois regards, plus celui du spectateur, qui sont posés sur la scène.
La tranquillité voulue par le couple semble donc limitée, sinon compromise. Le chien à leurs pieds est en alerte, prêt à se lever. Les moutons derrière lui semblent aussi percevoir quelque chose à gauche, en dehors du cadrage.

## Les raisons du succès

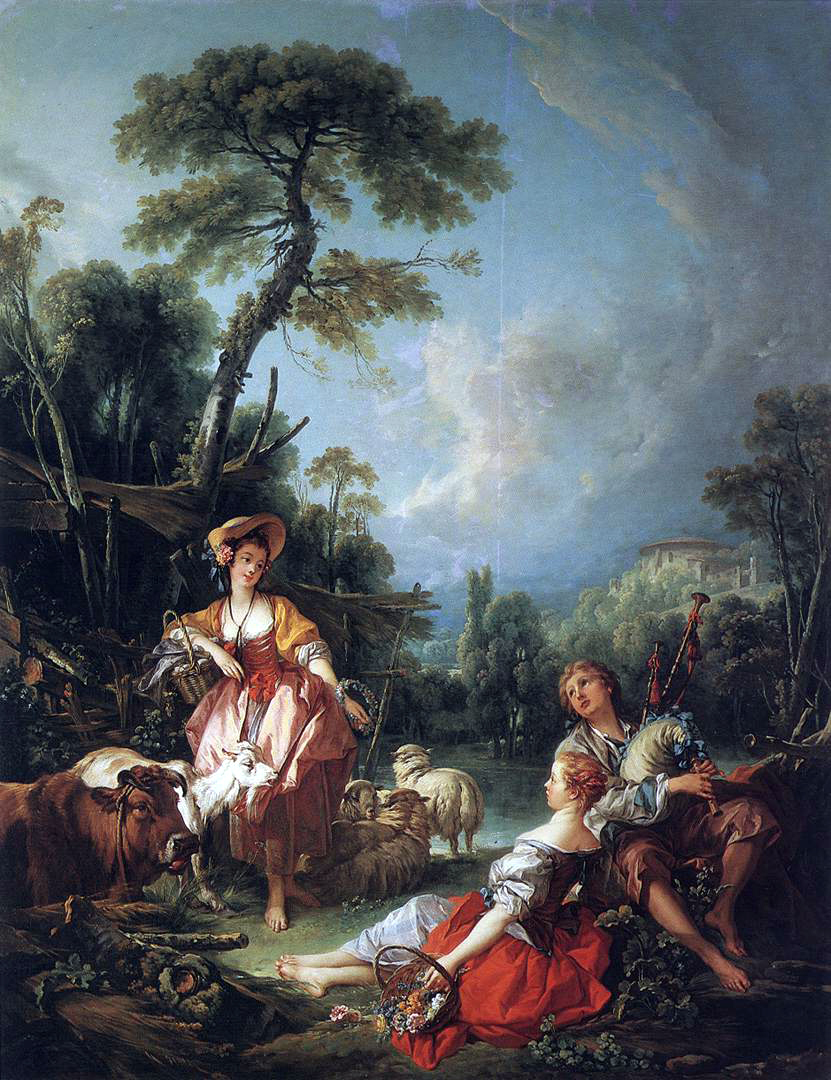
Un Été pastoral par François Boucher (1749)
Londres, Wallace CollectionElle fut conçue par le peintre comme pendant à Un Automne pastoral.

Cette scène de genre a beaucoup plu au XVIIIe siècle, surtout auprès de la frange de la population qui s’était récemment enrichie et ne portait pas un vif intérêt à la peinture d’histoire.
Le peintre a tout loisir de mettre en œuvre ses compétences : il utilise des couleurs chatoyantes pour les personnages et fait preuve d’une grande maîtrise dans la représentation des textures (eau qui coule, vêtements).
Plus que la forme, c’est le fond qui a séduit : ce lieu onirique, que l’on n’arrive pas à situer, où les plaisirs de la vie sont exacerbés (cf. le raisin). Ce couple s’arrête dans cette chambre de verdure pour profiter du moment présent, dans l’insouciance de se sentir observé.
La tranquillité qu’il recherche ici n’est qu’illusoire. Le spectateur est dans l’excitation de celui qui observe une scène qui se veut discrète sans se savoir vu.
Le temps qui passe est un thème majeur dans ce tableau. La fontaine est usée par les années et commence à être recouverte par la végétation. N’est-elle pas déjà abîmée à son sommet ? On peut penser qu’à droite est représenté l’été qui s’achève ; la lumière est de plus en plus évanescente lorsque l’on se déplace vers la gauche où les couleurs sont plus sombres, le ciel incertain. Même les moutons semblent le confirmer ! Il est possible de faire un parallèle avec les fêtes galantes de Watteau et, en ce sens, de parler de rococo tardif.